# Siculensi
Los siculensi fueron una antigua tribu de Cerdeña.

## Historia
Descrito este antiguo pueblo por Ptolomeo (III, 3), los siculensi habitaban al sur de otros pueblos, los celsitani y los corpicenses y al norte de los neapolitani y los valentini.